# Magoriapitse
Magoriapitse è un villaggio del Botswana situato nel distretto Meridionale, sottodistretto di Barolong. Il villaggio, secondo il censimento del 2011, conta 846 abitanti.

## Località
Nel territorio del villaggio sono presenti le seguenti 11 località:
- Dihudi ga dintsi di 9 abitanti,
- Gamojela di 22 abitanti,
- Gaseremane di 3 abitanti,
- Gatsaube di 6 abitanti,
- Kwaadira di 25 abitanti,
- Kwatlapa di 7 abitanti,
- Magoriapitse lands/ Magoriap di 21 abitanti,
- Matlapeng di 2 abitanti,
- Mmabelema di 22 abitanti,
- Mokakakgang,
- Sehikile di 55 abitanti